# Chthonius pygmaeus
Espèce
Chthonius pygmaeus est une espèce de pseudoscorpions de la famille des Chthoniidae.

## Distribution
Cette espèce se rencontre en Slovaquie, en Hongrie, en Slovénie et en Autriche.

## Publication originale
- Beier, 1934 : Neue cavernicole und subterrane Pseudoscorpione. Mitteilungen über Höhlen- und Karstforschung, vol. 1934, p. 53-59.